# Sainte-Cécile, Indre
Sainte-Cécile là một xã ở tỉnh Indre ở miền trung nước Pháp. Xã này có diện tích 9,5 km², dân số năm 1999 là 99 người. Khu vực này có độ cao trung bình 125 mét trên mực nước biển.